# Габель, Шилла
Сцилла Габель (итал. Scilla Gabel; 4 января 1938, Римини) — итальянская актриса, известная по фильмам 1960-х годов.

## Биография
Родилась в 1938 году в Римини, урождённая Джанфранка Габеллини.
Переехала в Рим, где училась в Национальной академии драматического искусства.
Вошла в киноиндустрию как дублерша Софи Лорен в сцене купания фильма «Мальчик на дельфине» (1957).
В период с 1957 по 1967 год часто снялась в качестве в полусотне фильмов, в десятках главных ролей.
Появлялась на обложках популярных журналов и не только в Италии, например, в 1963 году в американском издании «Playboy» в статье, посвященной новым европейским киноактрисам.
Выйдя замуж за режиссёра Пьере Шивазаппу и родив ребёнка, в 1974 году фактически окончила кинокарьеру, потом лишь изредка появляясь в сериалах.

## Фильмография (выборочно)
Снялась в более 50 фильмах, в том числе:
- 1957 — Мальчик на дельфине / Il ragazzo sul delfino — дублёрша Софи Лорен в сцене плавания (в титрах не указана)
- 1958 — Девушки ночи / La legge del vizio — Лола
- 1959 — Хаджи-Мурат — Белый Дьявол / Agi Murad, il diavolo bianco — княгиня Мария Воронцова
- 1960 — Сброд / Les canailles — Джина, секретарь
- 1960 — Удовольствия в субботу вечером / I piaceri del sabato notte — Патриция
- 1960 — Мельница каменных женщин / Il Mulino delle donne di pietra — Элфи Валь
- 1960 — Королева пиратов / La Venere dei pirati — Изабелла, дочь графа
- 1961 — Похищение сабинянок / L' Enlèvement des Sabines — Дусия
- 1961 — Колодец трёх истин / Le puits aux trois vérités — Россана Стромболи
- 1962 — Банда подлецов / Un Branco di vigliacchi — жена Де Росси
- 1962 — Два полковника / I Due colonnelli — Ириде
- 1962 — Содом и Гоморра / Sodom and Gomorrah — Тамар
- 1963 — Брачное беззаконие / I fuorilegge del matrimonio — Вилма
- 1964 — Труп для сеньоры / Cadavere per signora — Рената
- 1964 — Сын Клеопатры / Il Figlio di Cleopatra — Ливия
- 1965 — Месть Спартака / La Vendetta di Spartacus — Чинция
- 1965 — При всём уважением / Con rispetto parlando
- 1966 — Джурадо / Djurado — Барбара Денован
- 1966 — Модести Блейз / Modesty Blaise — Мелина
- 1966 — Тайна жёлтых монахов / Tiro a segno per uccidere — Тигра
- 1968 — Приключения Одиссея / Le Avventure di Ulisse — Елена Прекрасная